# 嵯峨浩
嵯峨浩（1914年3月16日—1987年6月20日），日本人，丈夫溥杰是清朝末代皇帝溥仪的同母弟。父亲嵯峨實勝是大日本帝国侯爵，其家族嵯峨家是正親町三条家的改称，源自藤原北家闲院流三条家，属于日本公卿家格裡的大臣家。

## 生平
1914年，嵯峨浩誕生於日本東京府，是舊侯爵嵯峨實勝與夫人尚子的長女。
1936年，女子學習院高等科畢業。
1937年，由關東軍提議與日本陸軍士官學校畢業、住在千葉縣的满洲国皇帝溥仪的弟弟溥傑結婚。2月6日在滿州國大使館發表兩人將結婚的消息。同年4月3日在東京的軍人會館（現九段會館）完成婚禮。10月回到满洲国首都新京（今长春市）。
1938年，長女慧生於滿洲國新京醫院誕生。
1940年，次女嫮生於東京市順天堂大學醫院誕生。
1944年，溥傑被送到到日本陸軍大學校，因此一起回到東京一年。之後回到滿洲。
1945年，日本投降後，作为大日本帝国傀儡的满洲国随即瓦解，浩被红軍关押、浩从大栗子到臨江。翌年1月，被八路军关押在通化八路軍公安局，随後发生通化事件。同年4月，辗转長春、吉林、延吉、佳木斯，同年7月在佳木斯被释放（在與八路軍同行的歲月裡，浩曾與李玉琴合力照顧過病重的婉容皇后）。打算由陸路經朝鲜半岛，再轉海路回到日本（葫芦岛日侨大遣返），但是逃亡途中再次被國軍抓到，送往上海。在上海被田中徹雄惊险救出。乘坐上海发出的最後一艘引揚船由上海回到日本。之後以書法老師作為工作。
1960年，溥傑獲得特赦。当时的中华人民共和国国务院总理周恩来主張把嵯峨浩从日本接过来，只有溥仪反对，认为嵯峨浩是日本派来的间谍。周恩來說服溥仪之后，嵯峨浩动身前往中国大陸，自东京经当时的英屬香港，于1961年5月12日到达广州与溥杰团聚。同年5月17日回到北京。1966年文化大革命期間曾被红卫兵闖入家中搔擾。 
晚年嵯峨浩在1974年、1980年、1982年、1983年及1984年共五次返回日本。後來因為腎病纏身，於1987年6月20日病逝於北京市西城区首都医科大学附属北京友谊医院。享壽七十三歲。

## 著作
著有《流離的王妃》，原名：，1984年出版，頗受社會大眾好評。

## 相关影视作品
- 1958年電影《天城心中 天国に結ぶ恋》，由真山くみ子主演。
- 1960年電影《流離的王妃》，由京町子主演。
- 1988年八集电视连续剧《爱新觉罗·浩》
- 2003年日本朝日电视台开台45周年纪念大戏《流转的王妃·最后的皇弟》，由常盤貴子主演。
- 2007年中國電視劇《重生》，由鈴木美妃主演。